# Arce (Spagna)
Arce in castigliano e Artzi in basco, è un comune spagnolo di 275 abitanti situato nella comunità autonoma della Navarra.